# Jean de Garlande (évêque)
Jean de Garlande,  mort  le 1er octobre 1316 à Berchôres, est un prélat français du  XIVe siècle. Il est fils de Jean de Garlande, chevalier et seigneur de Vineuil

## Biographie
Jean de Garlande est sous-doyen de Chartres. Il est élu évêque de Chartres en 1297. En 1311, il assiste au concile de Vienne.